# راهبه بدلی
راهبه بدلی (انگلیسی: Sister Act) فیلمی در ژانر موزیکال و کمدی به کارگردانی امیل آردولینو است که در سال ۱۹۹۲ منتشر شد.